# Пор (Индия)
Пор е известен от древногръцките източници пенджабски Раджа, чиито владения били разположени между реките Джелам и Ченаб по времето на походите на Александър Велики.
Пор през 327 г. пр.н.е. за разлика от малодушния владетел на Таксила – Таксил, решава да се противопостави на завоевателя. В решеващата битка при Хидасп Александър печели, но в знак на великодушие и уважение към проявената храброст позволява на Пор да запази трона си, като дори му отстъпва част от завладените вече земи.
Пор остава верен на македонската кауза до смъртта си, като Диодор Сицилийски предава, че Таксил и Пор получават обратно своите царства при Вавилонската подялба след смъртта на Александър в 323 пр.н.е., което е потвърдено и на конференцията в Трипарадис в 320 пр.н.е.
Диадохът Евдем вероятно участва през 317 пр.н.е. в убийството на цар Пор и си присвоява от неговата войска 120 бойни слона. След битката при Габиена в 316 пр.н.е. Евдем е пленен от Антигон и екзекутиран.